# 小行星9167
小行星9167（英語：9167 Kharkiv）是一颗围绕太阳公转的小行星。1987年9月18日，柳德米拉·切爾尼赫在纳昂切尼奇发现了此天体。
这颗小行星的绝对星等为325.5386253455579等。